# Premio Humanitas
El Premio Humanitas es una galardón que se concede a las producciones de cine y televisión cuyas historias reafirmen la dignidad humana, el entendimiento y la libertad. Se otorgan desde 1974 y fueron promovidos por el sacerdote Ellwood "Bud" Kieser, fundador de Paulist Productions. El premio se distingue de otros galardones similares por la gran cuantía de dinero en efectivo que lo acompaña, entre 10.000 y 25.000 dólares. La periodista Barbara Walters los comparó en una ocasión con los Nobel o los Pulitzer de la televisión americana.

## Historia
Concebidos principalmente como unos premios a la televisión, los primeros ganadores de los premios Humanitas fueron anunciados en el programa Today Show  por Kieser, Ray Bradbury y Robert Abernathy en 1975. En aquella época, los premios se dividían en tres categorías, basadas en la duración del programa (30, 60, o 90 minutos o más); estos metrajes tiendían a corresponder con comedias, dramas, telefilms y miniseries. 
En la actualidad, los premios se presentan en las siguientes categorías; Prime Time TV 90 minutos, Prime Time TV 60 minutos, Prime Time TV 30 minutos, Children's Live Action, Children's Animation, Feature Film y Sundance Feature Film, más dos galardones adicionales, el Angell Comedy Fellowship creado en memoria de David Angell y su esposa Lynn Angell, fallecidos a bordo del Vuelo 11 de American Airlines durante los atentados del 11 de septiembre de 2001 y el The Kieser Award, un galardón dedicado a toda una carrera artística, establecido en memoria de Ellwood "Bud" Kieser tras su fallecimiento a finales de 2000. Existe también un premio especial que se otorga a producciones documentales de forma irregular, hasta la fecha el periodo de tiempo más largo sin conceder ningún galardón en esta categoría ha sido de 11 años, entre 1995 y 2006.
Cuando se estableció el premio, el comité determinó que el guionista era la fuente de los valores más humanizantes en cualquier programa y por lo tanto debía ser el foco de los premios. Aunque las listas de ganadores del premio Humanitas para las categorías de televisión a menudo solo dicen el nombre del programa, el premio se hace realmente para los guionistas. Similarmente, los informes sobre las categorías de la película dan a menudo más prominencia al título de la película, pero el premio va al personal de escritura. En 2005 los ganadores del premio Humanitas incluyeron los títulos Hotel Rwanda (cine) y The West Wing (televisión).
En 2006, el documemtal An Inconvenient Truth sobre el calentamiento global, protagonizado por Al Gore fue galardonado en la categoría de Premio Especial.
El programa más veces premiado ha sido la serie de televisión M*A*S*H recibiendo cuatro galardores Larry Gelbart en 1976; Alan Alda en 1980 y David Pollock y Elias Davis en 1982 y 1983. A esta serie le siguen, con tres galardones The West Wing, The Wonder Years, Family, Scrubs, thirtysomething, Hill Street Blues y I'll Fly Away. Life with Louie fue la única serie de animación infantil que consiguió tres galardones.
Los guionistas más premiados han sido Aaron Sorkin (por The West Wing y por Sports Night), David E. Kelley (Picket Fences, The Practice), y Marshall Herskovitz (thirtysomething, Once and Again y por el telefilm Special Bulletin). John Sacret Young ganó un galardón en 1978 por Special Olympics y repitió premio veintiún años más tarde con Thanks of a Grateful Nation.
En 2010, Humanitas introdujo un nuevo programa llamado "New Voices", diseñado para ayudar a los guionistas de televisión emergentes. El programa empareja a escritores inexpertos con miembros de la junta de Humanitas para vender su trabajo a las productoras de televisión.